# 长台镇
长台镇，是中华人民共和国浙江省衢州市江山市东南部的一个镇。

## 行政区划
长台镇下辖以下地区：
长台社区、乾湖村、长兴村、长台村、长安村、朝旭村、华峰村、花园村和贺新村。